# Élection partielle québécoise de juillet 2010
L'élection partielle du 5 juillet 2010 est une élection partielle qui s'est déroulée dans la circonscription de Vachon. Cette élection a été rendue nécessaire à la suite de la démission du député péquiste Camil Bouchard.
Les résultats sont les suivants :
|                                                                                               | Nom                  | Parti               | Nombre de voix | %      | Maj.  |
| --------------------------------------------------------------------------------------------- | -------------------- | ------------------- | -------------- | ------ | ----- |
|                                                                                               | Martine Ouellet      | Parti québécois     | 7 863          | 59,2 % | 4 627 |
|                                                                                               | Simon-Pierre Diamond | Libéral             | 3 236          | 24,3 % | -     |
|                                                                                               | Alain Dépatie        | Action démocratique | 879            | 6,6 %  | -     |
|                                                                                               | Sébastien Robert     | Québec solidaire    | 727            | 5,5 %  | -     |
|                                                                                               | Yvon Rudolphe        | Vert                | 419            | 3,2 %  | -     |
|                                                                                               | Denis Durand         | Indépendant         | 98             | 0,7 %  | -     |
|                                                                                               | Régent Millette      | Indépendant         | 71             | 0,5 %  | -     |
| Total                                                                                         | Total                | Total               | 13 293         | 100 %  |       |
| Le taux de participation lors de l'élection était de 29,2 % et 174 bulletins ont été rejetés. |                      |                     |                |        |       |